# Campionato italiano di beach handball
Il campionato italiano di beach handball è una manifestazione sportiva annuale e nazionale organizzata in Italia dalla Federazione Italiana Giuoco Handball (FIGH), in collaborazione con gli organi federali territoriali. È il massimo circuito nazionale della disciplina.

## Formula
Il campionato italiano prevede due fasi: la fase territoriale e quella nazionale. La fase territoriale funge da qualificazione per la fase nazionale. Le diverse Aree di competenza delegate dalla FIGH organizzano i tornei nel periodo tra giugno e inizio luglio. 
La fase nazionale si articola in una prima fase in gironi con partite di sola andata, mentre la seconda con gare ad eliminazione diretta fino alla finale.
Dal 2021 al 2024 la fase nazionale si svolse nell'ambito del Festival della Pallamano, di solito la prima settimana di luglio, tra i campi di Riccione e Misano Adriatico.

## Albo d'oro

### Maschile
| Edizione | Vincitore              | N° Titolo              | 2º classificato        |                        |
| -------- | ---------------------- | ---------------------- | ---------------------- | ---------------------- |
| 2006     | Ambra                  | 1º titolo              | Pol. Vigevano          |                        |
| 2007     | Ambra                  | 2º titolo              | Grosseto               |                        |
| 2008     | Prato                  | 1º titolo              | Grosseto               |                        |
| 2009     | Grosseto               | 1º titolo              | Farmigea               |                        |
| 2010     | Grosseto               | 2º titolo              | Farmigea               |                        |
| 2011     | Oderzo                 | 1º titolo              | Grosseto               |                        |
| 2012     | Grosseto               | 3º titolo              | Grosseto B             |                        |
| 2013     | Grosseto               | 4º titolo              | Grosseto B             |                        |
| 2014     | Grosseto B             | 1º titolo              | Grosseto               |                        |
| 2015     | Grosseto               | 5º titolo              | Musile                 |                        |
| 2016     | Grosseto               | 6º titolo              | Cellini Padova         |                        |
| 2017     | Oderzo                 | 2º titolo              | Grosseto               |                        |
| 2018     | Grosseto               | 7º titolo              | Team Italia            |                        |
| 2019     | Chieti                 | 1º titolo              | Ventimiglia            |                        |
| 2020     | Edizione non disputata | Edizione non disputata | Edizione non disputata | Edizione non disputata |
| 2021     | Grosseto               | 8º titolo              | Oderzo                 |                        |
| 2022     | Oderzo                 | 3º titolo              | Grosseto               |                        |
| 2023     | Grosseto               | 9º titolo              | Oderzo                 |                        |
| 2024     | Oderzo                 | 4º titolo              | Grosseto               |                        |
| 2025     | Putignano              | 1º titolo              | Oderzo                 |                        |

|  |

### Femminile
| Edizione | Vincitore              | N° Titolo              | 2º classificato        |                        |
| -------- | ---------------------- | ---------------------- | ---------------------- | ---------------------- |
| 2006     | Edizione non disputata | Edizione non disputata | Edizione non disputata | Edizione non disputata |
| 2007     | Sassari                | 1º titolo              | Rubano                 |                        |
| 2008     | Bancole                | 1º titolo              | Mugello                |                        |
| 2009     | Mestrino               | 1º titolo              | Mugello                |                        |
| 2010     | Mestrino               | 2º titolo              | Grosseto               |                        |
| 2011     | Sassari                | 2º titolo              | Teramo                 |                        |
| 2012     | Mestrino               | 3º titolo              | Teramo                 |                        |
| 2013     | Grosseto               | 1º titolo              | Amatori Conversano     |                        |
| 2014     | Futura                 | 1º titolo              | Mezzocorona            |                        |
| 2015     | Mezzocorona            | 1º titolo              | PDO Salerno            |                        |
| 2016     | Grosseto               | 2º titolo              | Tushe Prato            |                        |
| 2017     | PDO Salerno            | 1º titolo              | Amatori Conversano     |                        |
| 2018     | Cassano Magnago        | 1º titolo              | Team Italia            |                        |
| 2019     | Cassano Magnago        | 2º titolo              | Grosseto               |                        |
| 2020     | Edizione non disputata | Edizione non disputata | Edizione non disputata | Edizione non disputata |
| 2021     | Grosseto               | 2º titolo              | Messina                |                        |
| 2022     | Mestrino               | 4º titolo              | Chiaravalle            |                        |
| 2023     | Mestrino               | 5º titolo              | Cassano Magnago        |                        |
| 2024     | Chiaravalle            | 1º titolo              | Lions Sassari          |                        |
| 2025     | Mestrino               | 6º titolo              | Chiaravalle            |                        |

|  |

### Riepilogo vittorie per club

#### Maschile
| Numero | Club       | Città           | Anni                                                 |
| ------ | ---------- | --------------- | ---------------------------------------------------- |
| 9      | Grosseto   | Grosseto        | 2009, 2010, 2012, 2013, 2015, 2016, 2018, 2021, 2023 |
| 4      | Oderzo     | Oderzo          | 2011, 2017, 2022, 2024                               |
| 2      | Ambra      | Poggio a Caiano | 2006, 2007                                           |
| 1      | Putignano  | Putignano       | 2025                                                 |
| 1      | Chieti     | Chieti          | 2019                                                 |
| 1      | Grosseto B | Grosseto        | 2014                                                 |
| 1      | Prato      | Prato           | 2008                                                 |

#### Femminile
| Numero | Club            | Città           | Anni                               |
| ------ | --------------- | --------------- | ---------------------------------- |
| 6      | Mestrino        | Mestrino        | 2009, 2010, 2012, 2022, 2023, 2025 |
| 3      | Grosseto        | Grosseto        | 2013, 2016, 2021                   |
| 2      | Cassano Magnago | Cassano Magnago | 2018, 2019                         |
| 2      | Sassari         | Sassari         | 2007, 2011                         |
| 1      | Chiaravalle     | Chiaravalle     | 2024                               |
| 1      | PDO Salerno     | Salerno         | 2017                               |
| 1      | Mezzocorona     | Mezzocorona     | 2015                               |
| 1      | Futura          | Roma            | 2014                               |
| 1      | Bancole         | Porto Mantovano | 2008                               |